# 심도중학교
심도중학교(沁都中學校)는 대한민국 인천광역시 강화군 화도면 상방리에 있는 공립 중학교이다.

## 학교 연혁
- 1964년 12월 : 심도중학교 설립 인가
- 1965년 4월 : 초대 안수면 교장 취임
- 1965년 9월 : 개교
- 1968년 11월 : 3학급 증설 인가(6학급)
- 2002년 3월 : 급식소 준공
- 2004년 2월 : 심도체육관 개관, 전자도서관 개관, 과학실 현대화
- 2012년 2월 : 특수학급 1학급 신설 (총 4학급)
- 2023년 9월 : 제27대 최병은 교장 부임
- 2024년 2월 : 제57회 졸업식 13명 졸업(남 9명, 여 4명)
- 2024년 3월 : 신입생 7명(남 6명, 여 1명) 입학

## 참고 자료
- 심도중학교 - 한국교육학술정보원 학교알리미